# Victorio Oliver Domingo
Victorio Oliver Domingo (Mezquita de Jarque, 23 dicembre 1929) è un vescovo cattolico spagnolo, dal 26 novembre 2005 vescovo emerito di Orihuela-Alicante.

## Biografia
Victorio Oliver Domingo è nato a Mezquita de Jarque il 23 dicembre 1929.

### Formazione e ministero sacerdotale
Il 27 giugno 1954 è stato ordinato presbitero nella cappella del palazzo episcopale di Teruel. Ha conseguito la laurea in Sacra Scrittura presso il Pontificio Istituto Biblico di Roma. Tornato in patria è stato professore e prefetto di disciplina nel seminario maggiore di Teruel, vice-cancelliere vescovile, canonico del capitolo della cattedrale di Teruel e responsabile del movimento di Azione Cattolica.

### Ministero episcopale
Il 5 settembre 1972 papa Paolo VI lo ha nominato vescovo ausiliare di Madrid e titolare di Limisa. Ha ricevuto l'ordinazione episcopale il 12 ottobre successivo nella cattedrale di Teruel dal cardinale Vicente Enrique y Tarancón, arcivescovo di Madrid, co-consacranti l'arcivescovo metropolita di Saragozza Pedro Cantero Cuadrado e il vescovo di Teruel Juan Ricote Alonso. Ha prestato servizio come vicario episcopale della VI vicaria "Carabanchel" e per l'apostolato secolare e il mondo del lavoro.
Il 20 dicembre 1976 lo stesso papa Paolo VI lo ha nominato vescovo di Tarazona. Ha preso possesso della diocesi il 30 gennaio successivo.
Il 27 maggio 1981 papa Giovanni Paolo II lo ha trasferito alla diocesi di Albacete. Ha preso possesso della diocesi il 27 giugno successivo.
Il 22 febbraio 1996 lo stesso papa Giovanni Paolo II lo ha nominato vescovo di Orihuela-Alicante. Ha preso possesso della diocesi il 23 marzo successivo.
Il 26 novembre 2005 papa Benedetto XVI ha accettato la sua rinuncia al governo pastorale della diocesi per raggiunti limiti di età. Attualmente risiede nella casa del clero di Alicante.
In seno alla Conferenza episcopale spagnola è stato membro della commissione per i mezzi di comunicazione sociale dal 1975 al 1978 e presidente della commissione per l'apostolato secolare dal 1990 al 1999.

## Genealogia episcopale e successione apostolica
La genealogia episcopale è:
- Cardinale Scipione Rebiba
- Cardinale Giulio Antonio Santori
- Cardinale Girolamo Bernerio, O.P.
- Arcivescovo Galeazzo Sanvitale
- Cardinale Ludovico Ludovisi
- Cardinale Luigi Caetani
- Cardinale Ulderico Carpegna
- Cardinale Paluzzo Paluzzi Altieri degli Albertoni
- Papa Benedetto XIII
- Papa Benedetto XIV
- Papa Clemente XIII
- Cardinale Marcantonio Colonna
- Cardinale Giacinto Sigismondo Gerdil, B.
- Cardinale Giulio Maria della Somaglia
- Cardinale Carlo Odescalchi, S.I.
- Cardinale Costantino Patrizi Naro
- Cardinale Lucido Maria Parocchi
- Papa Pio X
- Papa Benedetto XV
- Cardinale Federico Tedeschini
- Vescovo Manuel Moll y Salord
- Cardinale Vicente Enrique y Tarancón
- Vescovo Victorio Oliver Domingo

La successione apostolica è:
- Vescovo Jesús García Burillo (1998)
- Vescovo Joaquín Gimeno Lahoz (2010)